# Balleray
Balleray is een plaats en voormalige gemeente in het Franse departement Nièvre (regio Bourgogne-Franche-Comté) en telt 203 inwoners (2009). De plaats maakt deel uit van het arrondissement Nevers. Balleray is op 1 januari 2017 gefuseerd met de gemeente Ourouër tot de gemeente Vaux d'Amognes. 

## Geografie
De oppervlakte van Balleray bedraagt 16,0 km², de bevolkingsdichtheid is 12,6 inwoners per km².
De onderstaande kaart toont de ligging van Balleray met de belangrijkste infrastructuur en aangrenzende gemeenten.

## Demografie
Onderstaande figuur toont het verloop van het inwonertal (bron: INSEE-tellingen).